# Salmanassar I
Salmanassar I (1273–1244 f.Kr.) var kung av Assyrien. Han införde en helt ny politik, som bestod i att införliva erövrade områden med Assyrien och avskaffa den lokala härskartraditionen. Han blev den egentlige skaparen av grundvalen för den imperiala politik som kom att prägla Assyrien i mer än 600 år.
Salmanassar I grundade staden Kalhu söder om Mosul vid Tigris.